# Вдовичка
Вдовичка (Vidua) — рід горобцеподібних птахів родини вдовичкових (Viduidae). Включає переважну більшість видів родини. Цей рід налічує 19 видів.
Поширені вдовички в Африці. Для цього роду характерний статевий диморфізм, самці чорного кольору з дуже довгим хвостом, особливо в шлюбний період, у той час як самиці зазвичай мають більш стриманий коричневий колір. Також характерний гніздовий паразитизм.

## Класифікація
- Vidua camerunensis — вдовичка камерунська
- Vidua chalybeata — вдовичка червононога
- Vidua codringtoni — вдовичка акацієва
- Vidua fischeri — вдовичка світлохвоста
- Vidua funerea — вдовичка фіолетова
- Vidua hypocherina — вдовичка сапфірова
- Vidua interjecta — вдовичка рудошия
- Vidua larvaticola — вдовичка чагарникова
- Vidua macroura — вдовичка білочерева
- Vidua maryae — вдовичка джосійська
- Vidua nigeriae — вдовичка нігерійська
- Vidua obtusa — вдовичка широкохвоста
- Vidua orientalis — вдовичка сахелева
- Vidua paradisaea — вдовичка райська
- Vidua purpurascens — вдовичка пурпурова
- Vidua raricola — вдовичка-самітниця
- Vidua regia — вдовичка королівська
- Vidua togoensis — вдовичка жовтошия
- Vidua wilsoni — вдовичка садова